# Nadledvična žleza
Nadledvični žlezi tudi nadledvičnici, nadobistnici ali suprarenalni žlezi (latinsko glandula suprarenalis) sta parni endokrini žlezi, ki se nahajta nad ledvicami. Nadledvični žlezi sta glavni organ, ki skrbi za odgovor telesa na stres preko izločanja kortikosteroidov in kateholaminov, vključno s kortizolom in adrenalinom.

## Anatomska zgradba
Nadledvični žlezi ovija fascia renalis in ju pritrjuje na veliko ledveno mišico. Pri žlezi opisujemo medialni rob, kjer je lina (hilus), zgornji rob, sprednjo ploskev (facies anterior), zadnjo ploskev (facies posterior) in ledvično ploskev (facies renalis).
Desna žleza je piramidaste oblike in meji zadaj na trebušno prepono, spredaj na jetra in medialno na spodnjo votlo veno. Leva nadledvična žleza je polmesečasta in sploščena, zadaj meji na trebušno prepono, spredaj na zadnjo steno pečne mošnje (omentalne burze), na trebušno slinavko ter vranično veno.
Posamezna žleza je sestavljena iz dveh delov iz rumenkaste skorje (cortex) in rdečkaste sredice (medulla), ki se razlikujeta po histološki zgradbi in po funkciji. Skorja je zgrajena iz treh plasti: klobučaste (glomerulosa), režnjaste (fasciculata) in mrežaste (reticularis). Sredica je iz živčnih celic, skorja pa iz žleznih.

## Delovanje nadledvičnih žlez
Skorja nadledvičnih žlez izloča specifične hormone glede na tip žleznih celic (plasti):
- klobčičasta plast, celice so cilindrične ali piramidne, izločajo mineralokortikoide, npr. aldosteron
- režnjasta (tudi snopičasta) plast je srednja plast, celice so poliedrične oblike, urejajo se v snopiče izloča glukokortikoide, npr. kortizol, kortikosteron in spolne hormone
- mrežasta plast je najbolj notranja plast, leži ob sredici žleze, celice so manjše, mrežasto razporejene, izloča glukokortikoide in spolne hormone (tako kot režnjasta plast)

Celice sredice nadledvičnih žlez so po zgradbi in funkciji podobne zaganglijskim živčnim celicam simpatika. Izločajo kateholamine (adrenalin in noradrenalin).